# Vittorio Fusco
 (octobre 2021).
Si vous disposez d'ouvrages ou d'articles de référence ou si vous connaissez des sites web de qualité traitant du thème abordé ici, merci de compléter l'article en donnant les références utiles à sa vérifiabilité et en les liant à la section « Notes et références ».
Vittorio Fusco (Campobasso , 24 avril 1939 - Nardò , 11 juillet 1999) est un évêque et exégète catholique italien.

## Biographie
Vittorio Fusco est né à Campobasso le 24 avril 1939 dans une famille très fervente, les parents étant tertiaires franciscains. Son père, professeur de mathématique, a présidé l'Action catholique de la jeunesse italienne du diocèse de Larino. Malheureusement il meurt à 39 ans, laissant une jeune veuve et quatre enfants. Rosita Fusco, professeur de lettre, restera jusqu'à sa mort (en 1989) aux côtés de son fils prêtre.
De 1957 à 1962, il entreprend sa formation sacerdotale au séminaire « Pie XI » de Bénévent (Campanie). Le 15 juillet 1962, il est ordonné prêtre par l'évêque de Campobasso-Boiano Alberto Carinci. Ce dernier le nomme directeur de petit séminaire. Il est aussi professeur de religion dans les écoles publiques. À partir de 1966 il complète ses études d'abord par une licence en théologie puis une licence en exégèse biblique.
Le 12 septembre 1995, il est nommé évêque de Nardo-Gallipoli et consacré le 7 octobre de cette année.
Il est mort à Nardò le 11 juillet 1999.
C'était un spécialiste de la Bible renommé, qui a travaillé en particulier les paraboles de Jésus et le christianisme primitif.

## Publications de l'auteur
- (it) Oltre la parabola/ Introduzione alle parabole di Gesù, Coll. « Kyrios », Borlà, 1983.
- (it) Da Paolo a Luca. Vol. I / Studi su Luca-Atti , Paideia, 2000.
- Les Premières Communautés chrétiennes, Traditions et tendances dans le christianisme des origines, Coll. « Lectio Divina » no 188, Cerf, 2011.

## Sources
- (it) Cet article est partiellement ou en totalité issu de l’article de Wikipédia en italien intitulé « Vittorio Fusco » (voir la liste des auteurs).